# Buque Gobernador Bories
El buque factoría Gobernardor Bories (I) fue un barco a vapor de 3000 toneladas que sirvió en la flota ballenera de la Sociedad Ballenera de Magallanes entre 1906 a 1914, surcando los mares antárticos.

## Historia

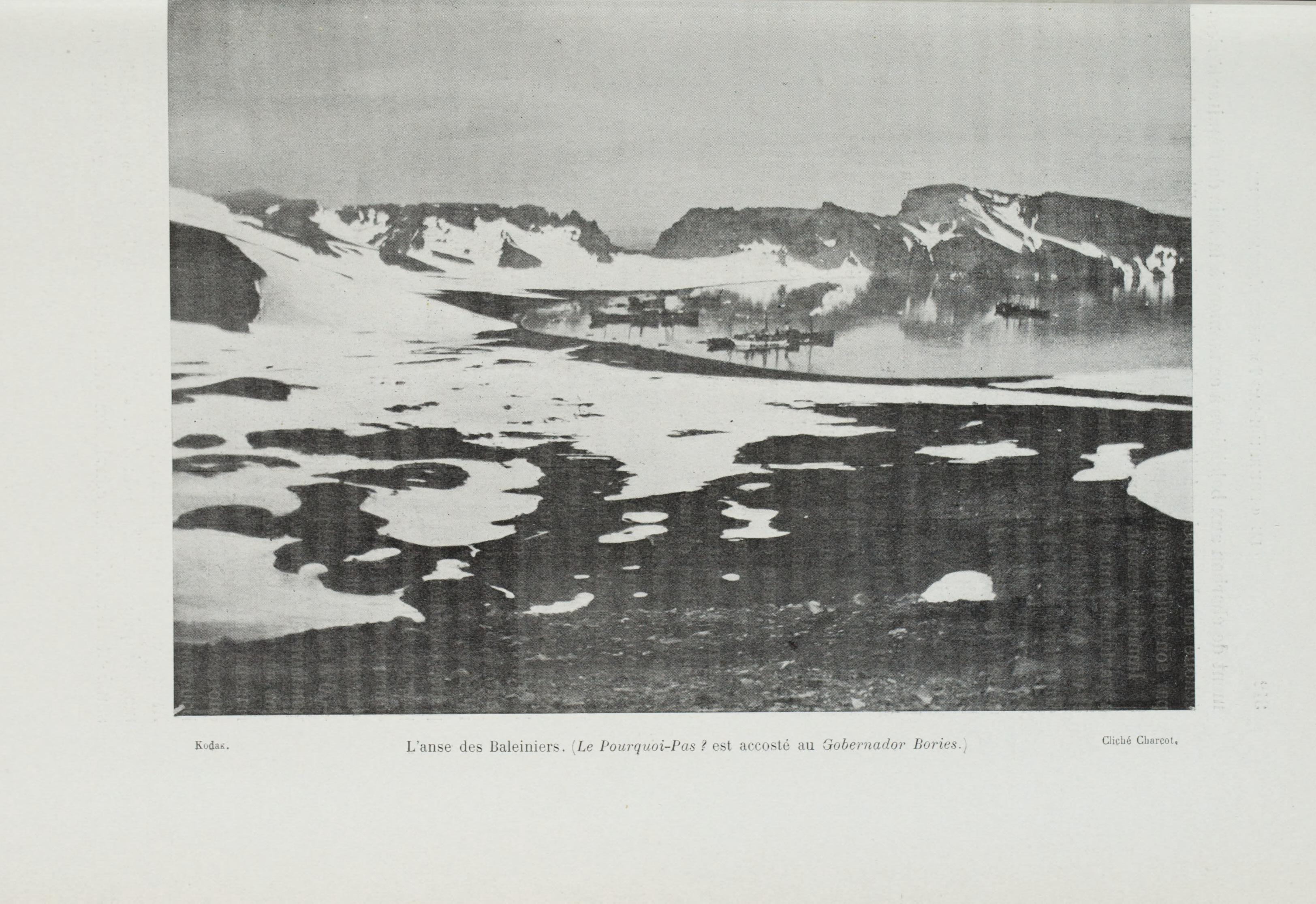
Buque Gobernador Bories junto al Le pourquoi-pas dans, en la isla Decepción.

El Wordsworth era un vapor con casco de hierro construido en 1882 en los astilleros William Gray & Co. Ltd., en West Hartlepool, Inglaterra (número 262) y entregado el 14 de octubre de ese año a la compañía Glover Bros, de Londres, Inglaterra, que lo usó como carguero en el comercio de la India. Su arqueo era de 2,055 GRT y 1,335 NRT y estaba equipado con un motor a vapor compuesto, de dos cilindros, con una potencia de 240 CV, construido por T. Richardson & Sons, de West Hartlepool, Inglaterra. Las dimensiones del buque eran de 285,7 pies de eslora, 34 pies de manga y 24,2 pies de puntal. 

### Servicio en los mares antárticos
En 1906 fue adquirido por la Sociedad Ballenera de Magallanes cambiando su nombre a Gobernador Bories I. Ese mismo año fue modificado en los astilleros Framnaes de Noruega, para usarlo como buque factoría en la caza de ballenas.
Este buque tuvo una intensa labor ballenera en aguas antárticas como factoría, utilizando como base la isla Decepción. En 1914 fue vendido y reemplazado por un buque más grande; el Gobernador Bories II.